# 淡路五色ケーブルテレビ
淡路五色ケーブルテレビ（あわじごしきケーブルテレビ）は、かつて兵庫県洲本市にあった淡路島初の公営ケーブルテレビ局である。略称はACTである。洲本市CATV施設統合整備事業により淡路島テレビジョン（洲本地域のCATV施設）への移行が進められ、移行が完了した2008年10月31日をもって閉局した。

## 所在地（閉局時）
- 兵庫県洲本市五色町鮎原小山田510-7
  - 閉局後、局舎は「五色精光園あゆみの部屋」に改装され、2009年4月1日に当施設が開設した。

## サービスエリア
- 兵庫県洲本市五色地域
  - 1994年3月 - 2008年3月　五色地域全域
  - 2008年4月 - 2008年10月　五色地域宅内切替工事未実施世帯のみ

## 沿革
- 1973年3月 鮎原農業協同組合（現・淡路日の出農業協同組合鮎原支店）が鮎原地区で有線テレビ放送を開始
- 1994年3月 淡路五色ケーブルテレビが開局し、鮎原地区の有線テレビ放送が閉局になる。
- 2006年2月 洲本市と五色町の合併に伴い、淡路五色ケーブルテレビ制作の番組が終了し地元情報は全て淡路島テレビジョン制作となる。ケーブルテレビ局の統合は洲本地域と五色地域で網構成が異なり（洲本地域→光同軸ハイブリッド伝送・五色地域→同軸ケーブル伝送）、同一のCATVサービスが提供できないため、現時点での統合は見送りとなった。
- 2007年12月 五色地域でFTTH施設工事開始
- 2008年4月　宅内切替工事開始（淡路島テレビジョンへの移行工事）
- 2008年10月31日　この日をもってACT閉局

### 地上波系列別再送信局（閉局時）
| NHK-G       | NHK-E       | NTV                       | ANN                   | JNN               | TXN        | FNS        | YOU13      |
| ----------- | ----------- | ------------------------- | --------------------- | ----------------- | ---------- | ---------- | ---------- |
| NHK神戸総合 | NHK大阪教育 | よみうりテレビ 西日本放送 | 朝日放送 瀬戸内海放送 | 毎日放送 山陽放送 | テレビ大阪 | 関西テレビ | サンテレビ |

## 主な放送チャンネル（閉局時）

### テレビ局
| アナログch | 放送局                                         | 淡路島テレビジョンへの移行工事後の対応                             | 淡路島テレビジョンへの移行工事後の対応                             |
| アナログch | 放送局                                         | アナログ                                                           | デジタル                                                           |
| ---------- | ---------------------------------------------- | ------------------------------------------------------------------ | ------------------------------------------------------------------ |
| 2          | NHK神戸総合                                    | 2011年7月24日まで再送信                                            | 再送信                                                             |
| 12         | NHK大阪教育                                    | 2011年7月24日まで再送信                                            | 再送信                                                             |
| 5          | サンテレビ                                     | 2011年7月24日まで再送信                                            | 再送信                                                             |
| 4          | 毎日放送                                       | 2011年7月24日まで再送信                                            | 再送信                                                             |
| 6          | 朝日放送                                       | 2011年7月24日まで再送信                                            | 再送信                                                             |
| 3          | テレビ大阪                                     | 2011年7月24日まで再送信                                            | 再送信                                                             |
| 8          | 関西テレビ                                     | 2011年7月24日まで再送信                                            | 再送信                                                             |
| 10         | よみうりテレビ                                 | 2011年7月24日まで再送信                                            | 再送信                                                             |
| C13        | 西日本放送                                     | 淡路島テレビジョンへ区域外再送信の同意をしなかったため、再送信無し | 淡路島テレビジョンへ区域外再送信の同意をしなかったため、再送信無し |
| C27        | 瀬戸内海放送                                   | 淡路島テレビジョンへ区域外再送信の同意をしなかったため、再送信無し | 淡路島テレビジョンへ区域外再送信の同意をしなかったため、再送信無し |
| C26        | 山陽放送                                       | 淡路島テレビジョンへ区域外再送信の同意をしなかったため、再送信無し | 淡路島テレビジョンへ区域外再送信の同意をしなかったため、再送信無し |
| 1          | 行政放送                                       | 2011年7月24日まで視聴可能                                          | 視聴可能                                                           |
| 9          | 淡路島テレビジョン自主放送（すもとチャンネル） | 2011年7月24日まで視聴可能                                          | 視聴可能                                                           |
| 11         | 文字放送                                       | 2011年7月24日まで視聴可能                                          | 視聴可能                                                           |
| C21        | NHKBS1                                         | 2011年7月24日まで再送信                                            | BSデジタル放送を再送信                                             |
| C22        | NHKBS2                                         | 2011年7月24日まで再送信                                            | BSデジタル放送を再送信                                             |
| C16        | WOWOW                                          | 2011年7月24日まで無料放送のみ再送信                                | BSデジタル放送を再送信                                             |
| C15        | スター・チャンネル                             | 視聴不可                                                           | BSデジタル放送を再送信                                             |
| C17        | スカイ・エー                                   | 視聴不可                                                           | 東経110度CS放送を再送信                                            |
| C18        | 日経CNBC                                       | 視聴不可                                                           | BSデジタル放送・東経110度CS放送で放送していないため、再送信無し    |
| C23        | 朝日ニュースター                               | 視聴不可                                                           | 東経110度CS放送を再送信（後にテレ朝チャンネル2へ変更）             |
| C25        | グリーンチャンネル                             | 2011年7月24日まで無料放送のみ再送信                                | 2011年10月1日よりBSデジタル放送を再送信                            |

### ラジオ局
| MHz  | 放送局       | 淡路島テレビジョンへの移行工事後の対応                             |
| ---- | ------------ | ------------------------------------------------------------------ |
| 80.8 | NHK神戸FM    | NHK大阪FMへ変更                                                    |
| 81.4 | FM OSAKA     | 再送信                                                             |
| 82.0 | FM802        | 再送信                                                             |
| 82.6 | FM香川       | 淡路島テレビジョンへ区域外再送信の同意をしなかったため、再送信無し |
| 82.7 | Kiss-FM KOBE | 再送信                                                             |

## 淡路島内のケーブルテレビ局
- 淡路島テレビジョン
- ケーブルネットワーク淡路（南あわじ市）
- eo光テレビ（淡路市）